# داریوش همایون
داریوش همایون (زاده ۵ مهر ۱۳۰۷ در تهران – درگذشته ۸ بهمن ۱۳۸۹ در ژنو)، روزنامه‌نگار و سیاستمدار ایرانی بود. وی در آغاز سلطنت محمدرضا پهلوی و در زمان نخست‌وزیری محمد مصدق از فعالان سیاسی و از اعضای حزب سوسیالیست ملی کارگران ایران (حزب سومکا) بود. در زمان نخست‌وزیری جمشید آموزگار از ۱۶ مرداد ۱۳۵۶ تا ۵ شهریور ۱۳۵۷، وزیر اطلاعات و جهانگردی و سخنگوی دولت بود. او همچنین مدتی قائم مقام دبیرکل حزب رستاخیز بود.

## زندگی
داریوش همایون، فرزند نورالله، در سال ۱۳۰۷ در تهران زاده شد. او تحصیلات ابتدایی خود را در دبستان‌های فیروزبهرام و ابن سینا گذراند و دورهٔ متوسطه را نیز در دبیرستان‌های البرز و دارایی به پایان رسانید. داریوش همایون با دریافت مدرک دیپلم، به استخدام وزارت دارایی درآمد و سپس دورهٔ کارشناسی و دکترای حقوق را در دانشگاه تهران به پایان رساند. او کار سیاسی خود را در سال ۱۳۲۰ و همزمان با جنگ جهانی دوم و اشغال ایران آغاز کرد. وی همسر هما زاهدی، خواهر اردشیر زاهدی بود. داریوش همایون در سال ۱۳۲۸ با آغاز به کار در انجمن هنری جام جم به عضویت آن درآمد. وی عضویت در  گروه انتقام، مکتب پان‌ایرانیسم، حزب ملت ایران و حزب سوسیالیست ملی کارگران ایران (سومکا) را نیز در کارنامه خودش دارد.
داریوش همایون در سال ۱۳۳۴ در حالی که کارمند وزارت دارایی بود، ضمن تصدی به سمت بازرسی عالی وزارت اقتصاد، کار خود را در روزنامه اطلاعات به عنوان مصحح و سپس مترجم سرویس خارجی هم آغاز کرد. آخرین سمت وی در روزنامه، سردبیری سرویس خارجی بود. در سال ۱۳۵۳، به دنبال تشکیل حزب رستاخیز، به آن پیوست و به عنوان قائم مقام دبیرکل انتخاب شد. او همچنین یکی از مؤسسان سندیکای روزنامه‌نگاران و نویسندگان مطبوعات ایران بود. همایون در ۱۶ مرداد ۱۳۵۶ در کابینه جمشید آموزگار به سمت وزیر اطلاعات و جهانگردی منصوب شد.

## کنش سیاسی

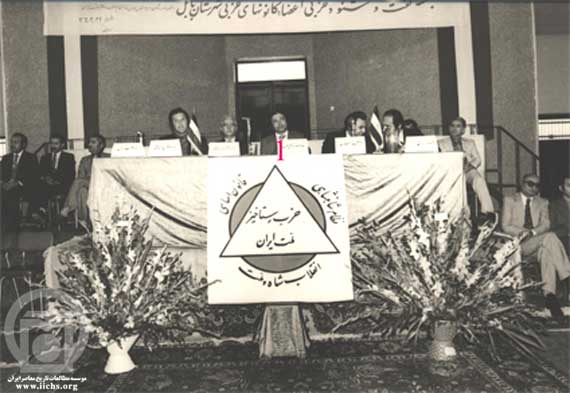
داریوش همایون در جلسه گفت و شنود اعضای کانون‌های حزب رستاخیز، بابل، ۱۳۵۶

داریوش همایون در سال ۱۳۲۵ ضمن خدمت در وزارت دارایی با چند تن از جوانانی که فعالیت ناسیونالیستی داشتند به محفل (انجمن) راه یافت.
داریوش همایون بنیان‌گذار اصلی روزنامه آیندگان در ۲۵ آذر ۱۳۴۶ بود. روزنامه آیندگان به عنوان نخستین روزنامه سراسری صبح ایران، به لطف نوآوری‌های همایون و به همت روزنامه‌نگاران حرفه‌ای توانست جای خود را به عنوان یک رسانه مهم و رقیب جدی برای روزنامه‌های کیهان و اطلاعات باز کند.
داریوش همایون در سال ۱۳۵۷، دستگیر و به زندان دژبان منتقل شد. با حمله انقلابیون به زندان، وی توانست همراه با زندانیان دیگر بگریزد. اندکی بعد به فرانسه رفت و به مخالفان جمهوری اسلامی ایران پیوست. وی از بنیان‌گذاران حزب مشروطه ایران بود.
یک جلد کامل از کتاب نیمه پنهان (از انتشارات دفتر پژوهش‌های روزنامه کیهان) به زندگینامه مفصل داریوش همایون اختصاص داده شده است. زمانی که اسماعیل رائین در کتاب فراماسونری در ایران اسامی بعضی از اعضای فراماسونری را ذکر کرد، گروهی در کتاب اسناد فراماسونری در ایران مؤسسه مطالعات و پژوهش‌های سیاسی، در پوشش دفاع از فراماسونری در اقدامی متقابل به انتشار اسامی عده‌ای دیگر از زمامداران رژیم پهلوی مبادرت جسته و اعلام نمودند که آنان به محافل جاسوسی آمریکا، به ویژه سیا وابسته‌اند. در میان اسامی اعضای این لیست، نام داریوش همایون نیز دیده می‌شود. با اینحال سیروس آموزگار معتقد است شایعه عضویت داریوش همایون در فراماسونری را رائین به دلیل اختلافات شخصی که بر سر بنیان‌گذاری روزنامه آیندگان با همایون داشت ساخت و منتشر کرد.

## همایون و محمد مصدق
داریوش همایون که به علت عضویت در حزب سومکا در زمان دولت محمد مصدق، دو مرتبه به زندان افتاده بود، دربارهٔ مصدق می‌گوید:
مصدق شخصاً آدم فوق‌العاده با استعداد و یک رهبر سیاسی درجه اول بود، مسلماً ما در تاریخمان کمتر کسی مانند مصدق داشتیم، شاید هیچ‌کس مثل مصدق نداشتیم، چون مصدق بدون اینکه یک رهبر مذهبی باشد یا بدون اینکه پادشاه باشد، توانست رهبری یک مملکتی بشود … تا آن روز در ایران چنین کسی نداشتیم. رهبران تاریخ ایران یا پادشاه بودند یا رهبر مذهبی بودند. خب این وضع یگانه‌ای است که مصدق دارد در تاریخ ایران. ولی مصدق به نظر من دو تا اشکال اساسی داشت: یکی اینکه به اندازه کافی سر از مسائل یک جامعه قرن بیستمی درنمی‌آورد، آشنا نبود با مسائل دنیای امروز، نه با سیاست‌های خارجی، نه دنیا را خوب می‌شناخت، نه نیازهای جامعه ایران را خوب می‌شناخت. حتی برنامه اصلاحی که مصدق در سال آخر نخست‌وزیری‌اش شروع کرد به اجرا که برنامه بسیار بسیار ملایم کمرنگی بود به اصطلاح، زیر فشار عناصر دیگری مثل خلیل ملکی و غیره انجام گرفت. خودش هیچ اصلاً تصوری در این مسائل نداشت. به نظرش کافی بود که دموکراسی باشد و بس.
اما عیب دومش که به این موضوع برمی‌گردد، این است که حقیقتاً از لحاظ خلق و خوی چندان دموکرات هم نبود و با اینکه طرفدار دموکراسی بود ولی در عمل کارهایی کرد که به هیچ وجه دموکراتیک نبودند و امر خودش را بسیار ضعیف کرد روی این موضوع. بستن مجلس، اختیار قانون‌گزاری از مجلس گرفتن، انتخابات را ناتمام گذاشتن، دست زدن به رفراندوم که اصلاً توی قانون اساسی ما پیش‌بینی نشده. همه این کارها، کارهایی بود که و تمام مدت تقریباً با حکومت نظامی مملکت را اداره کردن و رفتار بسیار آمرانه‌ای که با وزرایش داشت و با همکارانش داشت و هیچ شخصیتی دوروبرش نمی‌توانست دوام بیاورد، اینها به نظر من آن اصالتی که در جنبش مصدق بود لکه‌دار کرد. از نظر اداری خیلی مدیر خوبی نبود طبعاً بیشتر یک رهبر توده‌ای بود و این محدودیت‌ها سرانجام سبب شکست و ناکامی‌اش شد… نفت را بالاخره شاه ملی کرد و هر کار می‌کرد برای این بود که به مردم بفهماند که چیزی کم از مصدق ندارد… یک سهم دیگری که مصدق در سیاست و تاریخ ایران دارد، این است که اگر دوباره سلطنت در ایران مستقر بشود دیگر سلطنتی نخواهد بود که حکومت بکند، سلطنتی خواهد بود که به اشاره و گفته مصدق باید فقط سلطنت باشد و نه حکومت

## کتاب‌ها
از داریوش همایون کتاب‌های زیر به چاپ رسیده است:
- دیروز و فردا
- نگاه از بیرون
- گذار از تاریخ
- صد سال کشاکش با تجدد
- هزار واژه
- من و روزگارم
- پیشباز هزار سوم
- مشروطه نوین
- حزبی برای اکنون و آینده ایران
- در جستجوی پاسخ
- بیرون از سه جهان- گفتمان نسل چهارم
- یک زندگی و پرسش‌های بی شمار[۱۷]

## مرگ
داریوش همایون در ساعت ۱۱ شامگاه ۸ بهمن ۱۳۸۹، در ۸۲ سالگی، به مرگ طبیعی در ژنو، سوئیس درگذشت.